# Sandakhshatra
Sandakhshatra, Sandaksatru ou Sandakuru foi um rei cimério do final do século VII a.C. De acordo com as inscrições assírias deixadas por Assurbanipal, rei da Assíria, ele seria filho de Tugdamme. Estas inscrições também contam que Tugdamme teria morrido em combate, porém Sandakhshatra teria sobrevivido e se tornado assim o rei seguinte dos sacas, uma tribo cita. Especula-se que Sandakhshatra possa ter sido o célebre Ciaxares, que ajudou a conquistar a Assíria.